# 寄生地主制
地主が所有地の大部分を多くの小作農民に貸し付け，高率な小作料を徴収する農業経営形態。
小作（こさく）とは、農業生産資本である田畑を保有する地主が、生産手段としての土地を持たない農奴を強制的に農作物生産に従事させる生産形態。小作は時代や地域により土地の性格あるいは所有権や占有権の性格に差異がある。
田畑の所有者である地主が小作人（こさくにん、農村奉公人或いは地主使用人とも呼ばれる）に土地を耕作させ、成果物である米や麦などの農作物から租税額と地代を足した小作料（こさくりょう）を上納させる、土地形態、身分体系を指す。小作人は、諸外国では農奴，奴隷（時代によって奴隷から農奴へ）と呼ばれる下層身分。
大日本帝国滅亡に伴い連合国軍最高司令官総司令部は、地主と小作人の身分体制における下層農民の不満が日本の軍国主義をひきおこしたとして、日本列島本土の農地改革を行った。「農村では, 地主と小作人との関係を根本から改める農地改革が行われた。村に住んでいない地主（不在地主）の全耕地と在村地主の約1ha（北海道は4ha）以上の耕地は国が買い上げて, もとの小作人に安く売りわたした。」「農地改革については, 日本政府が策定した第1次改革は不徹底で, GHQ勧告により, 在村地主の所有限度を小作地1町歩（北海道は4町歩）・自作地と小作地の合計3町歩（北海道は12町歩）に制限し, それをこえる分を政府が買収し, 小作人に売り渡す第2次改革が実施され, 1950年に終了した。」
戦前の貧困と戦争の関係について下村治はつぎのように述べている。「農村の生活水準の低さ、都市における失業問題、その失業者の帰農による生活困難の加重が、国民多数の心を圧迫した社会的、政治的な問題であり、そういう問題に押されて、歴史全体が思わざる方向に押し流されるという結果になったのです」「資本主義体制を崩すことがその解決であると考えた人は左に行き、領土の狭いことが悪いのだと思った人は右に走ったわけです。そして、この後者の考えがその後の日本の運命を決定的に左右することになったのです」。

## 歴史

### 安土桃山時代まで
古代天皇国家の下では荘園の土地は領主の所有だったが、天皇朝廷の支配が崩壊して以降に武家による横領や荘園領主の重税から逃れる為の寺社への寄進による支配者の変更が進行すると、実態に基づく農地は領主の所有でないとの一般通念が拡がり、領主は年貢を徴税する権利を在地領主は加地子を収得する権利を持ち、農地の所有者は農家と見なす様になった。

### 江戸時代
1643年には江戸幕府によって農家間で田畑の売買を禁止する田畑永代売買禁止令が公布された。これは富農家が貧農家から土地を買い集め、農村が崩壊することを恐れたためであるが、抜け道が在り現実には地主に因る田畑の兼併は行われていたし、ムラには大地主の田畑を耕作する多数の農奴が存在した。
その後、身分固定社会・格差固定社会の下で田畑や世帯を維持出来ぬ程に困窮する農家が増大し、多くの地方でムラ構成員の下半分に当たる中下層の家は大半が資産を庄屋等の富裕農家に奪われ断絶し庄屋に代表される上層農家の分家に置き変わっていった。田畑永代売買禁止令では田畑の質入を禁止しておらず、また元禄期に発令された質地取扱の覚により質流れが実質的に認められたことで田畑の売買が行われ田畑永代売買禁止令は有名無実であった。

### 戦前
明治維新期に行われた地租改正と、田畑永代売買禁止令の廃止により地主による土地の兼併が進行した。地租改正により土地所有者は金銭によって税金を払う義務が課せられることになったが、貧しい農民には重い負担であり裕福な者に土地を奪われ小作人に身分を落としていった。
地主は質屋などの金融業を兼業し、小作人を中心に金銭の貸付を行う事が多く、これにより、農村内での貧富の差は更に酷い物と成った。収奪した富を商工業に投資し、近代的な資本家に転換した地主もいる。
小作料その他のことで小作人と地主との間では小作争議が起こり、第一次世界大戦後の経済恐慌をきっかけに激増する。争議件数は大正末期に一時減少、昭和恐慌のころからふたたび増加したが、戦時体制の中で衰退した。小作争議への対処として、1924年に小作調停法が公布、施行された。これは、小作争議の当事者の申立てにより裁判所が調停をおこなう制度であり、調停が成立しさらに裁判所が認可した場合には、調停条項の不履行に対しては強制執行が行うものだった（1951年、民事調停法の成立により廃止）。

### 戦後
大日本帝国が太平洋戦争（第二次世界大戦）により滅亡して、連合国が日本列島や沖縄を統治した時期にGHQは、地主-小作人の体制が日本の軍国主義に加担したとして日本列島本土の農地改革を行った。この改革により地主が所有していた農地はハイパーインフレにより没収同然の非常に安価な価格で買い上げられ、小作人に安価な値段で売り渡された。この改革では「北海道旧土人保護法」による「給与地」まで対象とされた。
山林などは例外として対象に含まれず、これを以て完全に解体されたわけではないとの見解もあるが、林業経営が50年 - 100年といった長期間にわたり多額の投資（間伐など人工林の育成経費の支出）を行い収益を得る性格上、資本力を持つ地主が直接、企業的な経営を行っているものがほとんどであること、また、1970年代以降の外国での有余った輸入材の増加に伴う木材価格の暴落により、採算に見合う山林の大部分が消滅したことなどから、それ以降は日本林業の殆どが形骸化したとも言える。
沖縄県および鹿児島県奄美群島などは、太平洋戦争終結以降アメリカの施政権下となったため、農地改革が行われなかった。

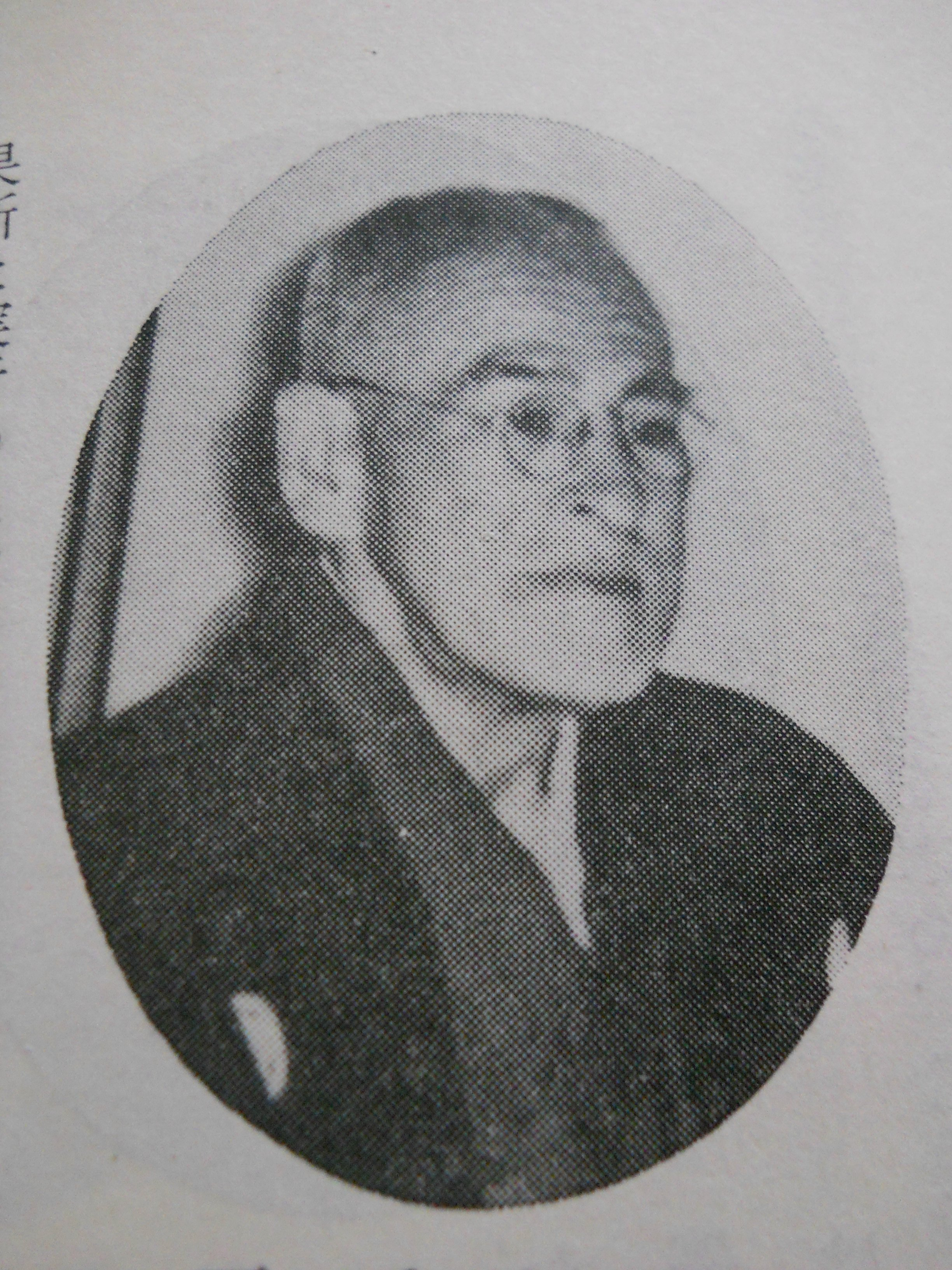
庄司廉
（鳥取県西伯郡渡村の豪農・大地主）

## 地主の区分例
- 手作地主（てづくりじぬし） - 下人らを使い、農地の直接経営をする地主。
- 名田地主（みょうでんじぬし） - 下人らに耕作させた家父長制的大経営の地主。
- 質地地主（しっちじぬし） - 土地を質に取り、その土地を耕作させ小作料を徴収していた地主。
- 商人地主（しょうにんじぬし） - 担保の土地の集積により生まれた地主。
- 耕作地主（こうさくじぬし） - 小作人からの小作料徴収のみではなく、自らも自作地を持ち営農していた地主。上記の手作地主と一部重複する場合がある。農地改革でも完全な寄生地主に比較すれば没落を免れた。
- 村方地主（むらかたじぬし） - 豪農。

## 著名な地主
- 田部長右衛門 (23代) - 奥出雲の山林大地主。
- 池田氏 - 秋田県大仙市の地主。東北三大地主に数えられた。邸宅は現在旧池田氏庭園として国の名勝に指定されている。
- 本間氏（山形県酒田） 本間美術館
- 齋藤氏（宮城県石巻前谷地） 齋藤氏庭園
  - 斎藤善右衛門 (9代)
- 新潟県の千町歩地主
  - 市島家（新発田市天王） 市島邸
  - 白勢家（新発田市金塚）
  - 田巻家（南蒲原郡田上町）
    - 本田巻家（田巻三郎兵衛家）
    - 原田巻家（田巻七郎兵衛家） 椿寿荘

  - 斎藤家（阿賀野市保田） 孝順寺
  - 伊藤文吉家（新潟市江南区沢海） 北方文化博物館
- 鳩山氏（鳩山和夫） - 北海道夕張郡栗山町の不在地主。鳩山の地名、鳩山神社

## 関連書籍
- 福島大学経済学会編 『寄生地主制の研究』 御茶の水書房 1955年
- 塩沢君夫、川浦康次 『寄生地主制論: ブルジョア的発展との関連』 第2版 御茶の水書房 1979年8月